# Chinjeolhan geumjassi
Chinjeolhan geumjassi (en hangul, 친절한 금자씨; lit. "La amable mujer vengativa") es una película surcoreana del año 2005 dirigida por Chan-wook Park. En español se le conoce como Señora venganza o Simpatía por la mujer venganza, dependiendo del país; en algunos incluso se exhibió con su título en inglés Sympathy for Lady Vengeance. Es la tercera y última parte de la Trilogía de la venganza, realizada por Chan-wook Park, en la cual la preceden Sympathy for Mr. Vengeance y Oldboy. El largometraje, protagonizado por Lee Yeong-ae y Choi Min-sik, cuenta la historia de Lee-Geum Ja, una mujer que, después de pasar injustamente trece años y medio en la cárcel, decide vengarse del verdadero autor del crimen que la llevó hasta allí.
Se estrenó en Corea del Sur el 29 de julio de 2005. Obtuvo el Premio Blue Dragón del cine coreano a la mejor película y actriz. Se presentó, entre otros, en el Festival de Venecia, donde consiguió el leoncino de oro, y en el Festival de Cine de Sitges, en el cual Lee Yeong-ae fue galardonada como mejor actriz.

## Trama
Una procesión musical cristiana espera con un bloque simbólico de tofu fuera de una prisión la liberación de Lee Geum-ja (Lee Young-ae), una prisionera reformada. Condenada por secuestrar y asesinar a un escolar de 6 años, Won-mo, 13 años antes, Geum-ja se convirtió en una sensación nacional debido a su corta edad, apariencia angelical y ansiosa confesión del crimen. Sin embargo, se convirtió en un modelo inspirador para la reforma de los presos durante su encarcelamiento, y su aparente transformación espiritual le valió una liberación anticipada. Libre, ahora tiene la intención de vengarse.
Geum-ja muestra rápidamente que su comportamiento "bondadoso" en prisión fue una tapadera para ganar favores y promover sus planes de venganza. Ella visita a los otros reclusos en libertad condicional, pidiendo favores que incluyen comida, refugio y armas. Tras salir libre rechaza que su primera comida libre sea tofu, comienza a trabajar en una pastelería e inicia un romance con Geun-Shik, un joven dependiente que tendría la misma edad que Won-mo si hubiera vivido. Una vez establecida, visita a la familia de la víctima y, aunque no es la asesina, se amputa los dedos de una mano ante ellos como disculpa por su complicidad en el hecho.
Se revela que Geum-ja no asfixió a Won-mo. El detective Choi, encargado del caso, era consciente de su inocencia pero la ayudó a falsificar detalles de la escena del crimen para asegurarse de que su confesión pareciera creíble ya que la opinión pública estaba convencida de que era la genuina culpable y había mucha presión para castigarla y cerrar el caso. Cuando era una joven estudiante de secundaria, Geum-ja quedó embarazada y, temerosa de volver a casa con sus padres, recurrió al Sr. Baek (Choi Min-sik), un maestro de su escuela, en busca de ayuda. A cambio de acogerla junto con su hija, Baek exigió a Geum-ja favores sexuales y ayuda con sus planes de secuestro, usándola para atraer a Won-mo, de 5 años, con la intención de pedir rescate por el niño, pero una vez logrado su objetivo lo asesinó y guardó una canica del niño como trofeo. Luego secuestró a la hija recién nacida de Geum-ja para que Geum-ja asumiera la culpa. Durante su tiempo en prisión la muchacha decide preparar cuidadosamente su venganza contra Baek.
Geum-ja descubre que tras su detención su hija fue adoptada por una pareja australiana quienes la bautizaron como Jenny, ahora una adolescente, no habla coreano e inicialmente no abraza a su madre, aunque regresa con Geum-ja a Seúl para establecer un vínculo después que ella viaja para conocerla. Geum-ja planea secuestrar y asesinar al Sr. Baek, ahora maestro de niños en un preescolar, con la ayuda de su actual esposa, otra ex convicta a quien ayudó en la cárcel. Sin embargo, un predicador resentido con Geum-ja por no convertirse a su religión tras ser liberada, revela los planes de la mujer a Baek a cambio de dinero y este contrata a matones para asesinar a Geum-ja y Jenny, pero la mujer logra matarlos primero, atrapar a Baek y encenrrarlo en las ruinas de la escuela donde secuestró a Won-mo.
Justo antes de asesinar a Baek, Geum-ja descubre que además de la canica el hombre guarda trofeos tomados de muchos otros niños y tras torturarlo encuentra cintas snuff en su apartamento de más víctimas. Su modus operandi era entrar a trabajar en algún colegio y asesinar aleatoriamente un niño de un salón donde él no hiciera clases, cobrar rescate a las familias fingiendo que aun estaban vivos y tras obtener el dinero mudarse y entrar a una escuela diferente donde repetía el crimen.
Geum-ja contacta al detective Choi y le revela la verdad, comprendiendo que más niños murieron por su irresponsabilidad, el detective la ayuda a contactar a las familias de las víctimas. tras citarlos y revelarles la verdad y mostrarles las cintas les explican que la motivación de Baek para sus crímenes era que siempre ha querido comprar un yate y prefería que sus víctimas fueran preescolares porque odia a los niños. Tras esto les ofrecen dos opciones: entregar a Baek y todas las evidencias a las autoridades y esperar la mejor sentencia posible o cobrar justicia por su propia mano esa noche. 
El grupo decide por la segunda opción, y se organiza para tomar turnos para torturarlo, pero sin derecho a asesinarlo, privilegio que deciden reservar para la abuela de Won-mo. Durante toda la noche, los familiares de los niños se turnan para golpearlo, mutilarlo y torturarlo hasta que llega el turno de la anciana, quien lo tortura usando las tijeras escolares de su nieto y finalmente lo asesina clavándolas en su nuca.
Tras terminar con él se toman una foto grupal junto al cadáver, asegurándose así de que ninguno pueda delatar a los demás sin implicarse, tras lo cual entierran el cadáver cerca. finalmente Geum-ja, el detective y los familiares se reúnen en la panadería donde trabaja Geum-ja y realizan una pequeña celebración en memoria de los niños.
De regreso a su casa Geum-ja ve el fantasma del niño asesinado que luego adopta la edad que tendría si estuviera vivo. Más tarde, se reúne con Jenny quien ha preparado un pastel blanco como regalo para su madre; Geum-ja le pide que lleve una vida tan blanca como el tofu; tras esto, entierra su rostro en un pastel cubierto de glaseado blanco y llora mientras Jenny la abraza.

## Reparto
- Lee Young-ae como Lee Geum-ja.[5]
- Choi Min-sik como Sr. Baek (Baek Han-sang).
- Kwon Yea-young como Jenny.
- Kim Si-hoo como Geun-shik.[6]
- Oh Dal-su como Sr. Chang.
- Lee Seung-shin como Park Yi-jeong.
- Go Soo-hee como Ma-nyeo.
- Ra Mi-ran como Oh Su-hee.
- Seo Young-ju como Kim Yang-hee.
- Kim Boo-seon como Woo So-young.
- Nam Il-woo como Detective Choi.
- Kim Hee-soo como Se-hyun.
- Lee Byung-joon como Dong-hwa.
- Oh Kwang-rok como el padre de Se-hyun.
- Kim Byeong-ok como predicador.
- Song Kang-ho como el asesino número 1.
- Shin Ha-kyun como el asesino número 2.
- Cha Soon-bae como un periodista.
- Ko Chang-seok como el marido de Woo So-young.

## Estreno
- España: 12 de octubre de 2005, en el Festival de Cine de Sitges; 10 de agosto de 2007 en salas de cine.
- Argentina: 11 de marzo de 2006, en el Festival de Cine de Mar del Plata.
- México: 7 de mayo de 2006, en la Muestra Internacional de Cine.

## Premios y nominaciones
| Año  | Premio                                                      | Categoría                                | Resultado |
| ---- | ----------------------------------------------------------- | ---------------------------------------- | --------- |
| 2005 | Blue Dragon                                                 | Mejor película                           | Ganadora  |
| 2005 | Blue Dragon                                                 | Mejor actriz (Lee Yeong-ae)              | Ganadora  |
| 2005 | Festival de Venecia                                         | León de Oro                              | Nominada  |
| 2005 | Festival de Venecia                                         | Leoncino de oro                          | Ganadora  |
| 2005 | Festival de Venecia                                         | CinemAvvenire a la mejor película        | Ganadora  |
| 2005 | Festival de Sitges                                          | Mejor película                           | Nominada  |
| 2005 | Festival de Sitges                                          | Mejor actriz (Lee Yeong-ae)              | Ganadora  |
| 2005 | Premios del Cine Europeo                                    | Screen International                     | Nominada  |
| 2006 | Golden Kinnaree (Festival Internacional de Cine de Bangkok) | Mejor película                           | Nominada  |
| 2006 | Golden Kinnaree (Festival Internacional de Cine de Bangkok) | Mejor director (Chan-wook Park)          | Ganadora  |
| 2006 | Premios de cine de Hong Kong                                | Mejor película asiática                  | Nominada  |
| 2006 | Premios Baek Sang Art                                       | Mejor actriz (Lee Yeong-ae)              | Ganadora  |
| 2006 | Fantasporto                                                 | Gran Premio de la Sección Orient Express | Ganadora  |
| 2006 | Festival de Cine de Sarasota                                | Premio de la audiencia                   | Ganadora  |
| 2006 | Premios Grand Bell                                          | Mejor película                           | Nominada  |
| 2006 | Premios Grand Bell                                          | Mejor director (Chan-wook Park)          | Nominado  |
| 2006 | Premios Grand Bell                                          | Mejor actriz (Lee Yeong-ae)              | Nominada  |
| 2006 | Premios Grand Bell                                          | Mejor actor debutante (Shi-hoo Kim)      | Nominado  |
| 2006 | Festival Internacional de Cine Cinemanila                   | Mejor actriz (Lee Yeong-ae)              | Ganadora  |